# Lowry Pueblo
Le Lowry Pueblo est un site archéologique du comté de Montezuma, dans le Colorado, aux États-Unis. Protégé au sein du Canyons of the Ancients National Monument, il est considéré comme un National Historic Landmark depuis le 19 juillet 1964 et est inscrit au Registre national des lieux historiques depuis le 15 octobre 1966.